# 哈尔盖河
哈尔盖河又称哈儿盖曲，是位于中华人民共和国青海省东北部地区的一条内陆河，发源于海北藏族自治州刚察县北部赞宝化久山和青达坂山之间的台布希山东北麓的沼泽地，自西北向东南流经刚察县东部地区，左纳擦那曲后成为刚察县与海晏县之间的界河，转向西南流，最后注入青海湖。河长110千米，流域面积1613平方千米，河道平均比降7.14‰，年均径流量1.38亿立方米。流域上游富有煤炭资源，建有年产60万吨的热水煤矿和长51千米连通矿区的铁路支线。